# 近藤陽次
近藤 陽次（こんどう ようじ、1933年5月26日 -2017年10月9日）は、天体物理学者・SF作家。

## 略歴
日立第一高等学校、東京外国語大学、ニューヨーク市立大学を経て、ペンシルベニア大学の大学院で天体物理学の博士号を取得。NASAの職員となり、ロケット、人工衛星などによる紫外線観測に従事。アポロ計画およびスカイラブ計画の時にはNASAのジョンソン宇宙センター（前:有人宇宙船センター）の天体物理学研究所を率いていた。
またエリック・コタニ（Eric Kotani）のペンネームでSF小説も執筆している。
小惑星の(8072) 近藤陽次は彼に因んで命名された。

## 受賞歴
- NASA Medal for Exceptional Scientific Achievement（1990年）
- Federal Design Achievement Award（1988年）
- National Space Club Science Award（1995年）
- Robert A. Heinlein Award（2013年）[3] - アレン・スティールとの同時受賞。

など他多数。

## 著書

### 近藤陽次（Yoji Kondo）名義
- 『世界の論争・ビッグバンはあったか―決定的な証拠は見当たらない』講談社ブルーバックス, 2000年, ISBN 4062573008 - ノンフィクション。

#### 編書
- Robert A. Heinlein, Edited by Y. Kondo, Requiem: New Collected Works by Robert A. Heinlein and Tributes to the Grand Master, Tor Books (1992). ISBN 081285523X - ロバート・A・ハインラインの回顧録。
- Edited by Kondo, Y., Bruhweiler, F., Moore, J., and Sheffield, C., Interstellar Travel and Multi-Generation Space Ships, Apogee Books Space Series 34, 2003. ISBN 1896522998 - アメリカ科学振興協会シンポジウムの論考をまとめた本。ノンフィクション。

### エリック・コタニ（Eric Kotani）名義

#### 〈Island Worlds〉シリーズ
- Act of God, Eric Kotani & John Maddox Roberts, Baen Books (1985). ISBN 0671559796
  - 邦訳『彗星爆弾地球直撃す』光文社文庫, 1989年, ISBN 4334760236
- The Island Worlds, E. Kotani & J.M. Roberts, Baen (1987). ISBN 0671656481
  - 邦訳『小惑星諸島独立す』光文社文庫, 1990年, ISBN 4334760430
- Between the Stars, E. Kotani & J.M. Roberts, Baen (1988). ISBN 067165392X

#### その他長編
- Delta Pavonis, E. Kotani & J.M. Roberts, Baen Books (1990). ISBN 0671720201
- Supernova, R. M. Allen & E. Kotani, Avon Books (1991). ISBN 0380760606
- Star Trek Voyager: Death of A Neutron Star, E. Kotani & D. W. Smith, Pocket Books (1999). ISBN 0671004255 - 『スタートレック:ヴォイジャー』の小説シリーズの1冊。
- Legacy of Prometheus, E. Kotani & J.M. Roberts, Forge (2000). ISBN 0312872984

#### 短編
- "The Edgeworld", Star Colonies, DAW Books (2000) ISBN 0886778948 所収。
- "Orbital Station Fear", Space Stations, Daw Books (2004) ISBN 0756401763 所収。